# Jiaoxi (socken i Kina, Hunan)
Jiaoxi (kinesiska: 蕉溪, 蕉溪乡) är en socken i Kina. Den ligger i provinsen Hunan, i den södra delen av landet, omkring 53 kilometer öster om provinshuvudstaden Changsha. Antalet invånare är 22695. Befolkningen består av 10 860 kvinnor och 11 835 män. Barn under 15 år utgör 18,0 %, vuxna 15-64 år 69 %, och äldre över 65 år 12,0 %.
Genomsnittlig årsnederbörd är 2 133 millimeter. Den regnigaste månaden är maj, med i genomsnitt 370 mm nederbörd, och den torraste är oktober, med 50 mm nederbörd.